# HPE ProLiant

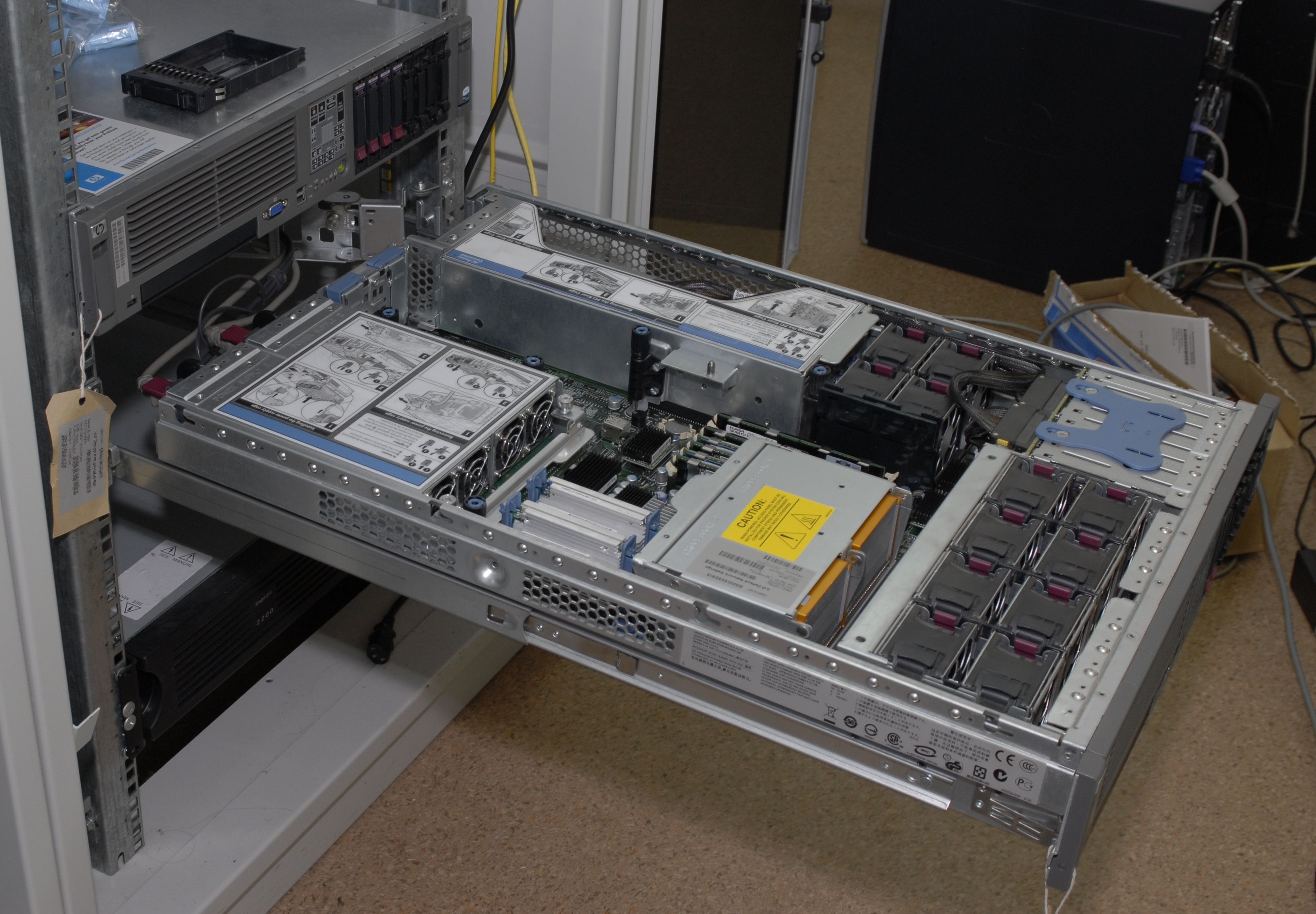
Сервер HP ProLiant DL380 G5

ProLiant — торговая марка серверов, разработанных и распространявшихся фирмой Compaq с осени 1993 года. Линейка сменила предыдущий бренд серверов верхнего сегмента от Compaq — SystemPro XL.
После поглощения корпорацией Hewlett-Packard марка сохранена и развивается, является основной линейкой серверного оборудования архитектуры x86-64 корпорации (при этом существовавшая ранее торговая марка x86-оборудования — HP Netserver — была упразднена).
Каждая новая серия линейки получает префикс G (до 7 поколения включительно) или Gen (от 8 поколения) — от англ. generation — «поколение» и номер, например G5 — пятая серия. В середине июля 2017 года выпущено в продажу 10-е поколение. Внутри линейки ProLiant серверы делятся на:
- MicroServer — сервера начального уровня;
- ML (Modular Line) — для максимального масштабирования внутри одного корпуса, типа Tower либо для монтажа в стойку;
- DL (Density Line) — оптимизированной плотности, корпус для непосредственного монтажа в стойку;
- BL (Blade Line) — блейд-серверы для вертикальной установки в корзину (шасси);
- SL (Scalable Line) — блейд-серверы горизонтального монтажа, для систем высокой масштабируемости и производительности;

В зависимости от аппаратной конфигурации серверы индексируются трёхзначной серией (100-е — 400-е — двухсокетные узлы, 500-е — 600-е — четырёхсокетные, в 700-е и 900-е — восьмисокетные), последняя цифра в трёхзначной серии означает производителя процессора: 0 — Intel, 5 — AMD (например, сервер DL585 G6 — сервер шестого «поколения» с четырьмя процессорами AMD для непосредственного монтажа в стойку).